# Guinga
Carlos Althier de Sousa Lemos Escobar (Rio de Janeiro, 10 de junho de 1950), mais conhecido como Guinga,  é um compositor e violonista brasileiro. Profissionalmente, atuou como violonista com vários artistas renomados como Clara Nunes, Beth Carvalho, Alaíde Costa, João Nogueira e Cartola. Para além de compositor, Guinga formou-se em odontologia em 1975.
Teve várias de suas músicas gravadas por Elis Regina, Cauby Peixoto, Michel Legrand, Sérgio Mendes, Chico Buarque, Ivan Lins, Leila Pinheiro e Ronnie Von. No álbum Catavento e Girassol, gravado pela cantora Leila Pinheiro, as quatorze músicas são de sua autoria. Como parceiros estão Paulo César Pinheiro, Aldir Blanc e Chico Buarque.
Guinga tem dez discos solos gravados, todos bem recebidos pela crítica especializada, além de muitas parcerias com grandes nomes da música brasileira. O seu disco ”Cheios de Dedos”, recebeu prêmio Sharp como melhor disco instrumental de 1996. Em 2002, sua biografia, "Guinga, os mais belos acordes do subúrbio", escrita pelo jornalista Mário Marques foi publicado pela Editora Gryphus. Em 2003, a mesma editora lançou o songbook "A Música de Guinga", com partituras de grande parte da obra do autor.

## Discografia
Como Compositor e Intérprete
- Simples e Absurdo (1991)
- Delírio Carioca (1993)
- Cheio de Dedos (1996)
- Suíte Leopoldina (1999)
- Cine Baronesa (2001)
- Noturno Copacabana (2003)
- Graffiando Vento (2004)
- Casa da Villa (2007)
- Dialetto Carioca (2007)
- Saudade do Cordão (2009), com Paulo Sérgio Santos
- Rasgando Seda (2012), com o Quinteto Villa-Lobos
- Francis e Guinga (2013), com Francis Hime
- Roendopinho (2014)
- Mar Afora (2015), com Maria João
- Porto da Madama (2015), com Maria João, Esperanza Spalding, Maria Pia de Vito e Mônica Salmaso
- Canção da Impermanência (2017)
- Avenida Atlântica (2017), com Quarteto Carlos Gomes

Como compositor
(Discos de outros intérpretes em que todas as faixas são de composição de Guinga)
- Leila Pinheiro - Catavento e Girassol (1996) (Guinga participa também como violonista)
- Marcus Tardelli - Unha e Carne (2005)
- Mônica Salmaso - Corpo de Baile (2014)